# Liste der Berliner Generalvikare
Das 1930 errichtete Bistum Berlin (ab 1994: Erzbistum Berlin) zerfiel von 1967 bis 1990 in zwei getrennte Ordinariate für den Ostteil und den Westteil des Bistums, die jeweils von einem Generalvikar geleitet wurden. Dieses Amt bekleideten folgende Personen:
| Name                | von       | bis       | Besonderheiten                                                                                          |
| ------------------- | --------- | --------- | --- |
| Paul Steinmann      | 1930      | † 1937    | |
| Maximilian Prange   | 1938      | 1950      | |
| Georg Puchowski     | 1951      | 1956      | |
| Maximilian Prange   | 1957      | 1961      | |
| Walter Adolph       | 1961      | 1969      | |
| Wilhelm Albs        | 1969      | 1975      | Generalvikar für den Westteil des Bistums                                                               |
| Theodor Schmitz     | 1970      | 1982      | Generalvikar für den Ostteil des Bistums                                                                |
| Johannes Tobei      | 1975      | 1992      | 1975–1990 Generalvikar für den Westteil des Bistums 1990–1992 Generalvikar für das gesamte Bistum       |
| Roland Steinke      | 1982 1993 | 1990 2001 | 1982–1990 Generalvikar für den Ostteil des Bistums, 1993–2001 Generalvikar für das gesamte (Erz-)Bistum |
| Peter Wehr          | 2001      | 2004      | |
| Ronald Rother       | 2004      | 2011      | |
| Tobias Przytarski   | 2012      | 2017      | |
| Manfred Kollig SSCC | 2017      |           | |